# Hatari
Hatari — ісландський сатиричний техно та панк-рок гурт з Рейк'явіка. Гурт складається з Клеменса Ганніґана, Маттіаса Гаральдссона та Ейнара Стефанссона. «Hatari» представляли Ісландію на 64-му пісенному конкурсі «Євробачення» в Тель-Авіві, з піснею «Hatrið mun sigra».
«Hatari» описують себе як «антикапіталістичний техно-БДСМ гурт» та стверджують, що основна мета гурту — це знищення капіталізму.

## Історія
Гурт було створено у 2015 році Клеменсом Ганніґаном та Маттіасом Гаральдссоном, згодом до них приєднався Ейнар Стефанссон.
Протягом 2016 року «Hatari» виступали п'ять разів, включаючи виступи в Рейк'явіку, на Eistnaflug, на фестивалі LungA, та на Norðanpaunk, до їх виступів на Iceland Airwaves, що відбулися в Kex Hostel в Рейк'явіку 31 жовтня та 6 листопада 2016 року., а потім повернулася на захід у 2018 році. Дебютний міні-альбом «Neysluvara», вийшов під лейблом Svikamylla ehf. на Spotify та Bandcamp 31 жовтня 2017 року. До виходу міні-альбом, гурт також випустив музичне відео на дві пісні, «Ódýr» та «X».
21 грудня 2018 року «Hatari» оголосили про те, що рада директорів Svikamylla ehf. ухвалила рішення про розпуск гурту. Гурт пояснив, що рішення було ухвалене через те, що вони не змогли повалити капіталізм. Одночасно з оголошенням, «Hatari» випустили музичне відео на новий сингл «Spillingardans». Їхній останній концерт відбувся 28 грудня у барі Húrra у центрі Рейк'явіка. Однак, у січні 2019 року стало відомо, що «Hatari» увійшов у десятку учасників конкурсу Söngvakeppnin 2019. У березні того ж року гурт переміг у конкурсі з піснею «Hatrið mun sigra», та став представником Ісландії на 64-му пісенному конкурсі «Євробачення».

## Склад
«Hatari» складається з вокалістів Клеменса Ганніґана, Маттіаса Гаральдссона та продюсера і барабанщика Ейнара Стефанссона.
Клеменс — син Нікулауса Ганніґана — начальника Департаменту торгівлі ісландського Міністерства закордонних справ, і Раун Триггвадоттір — адвоката юридичної фірми «ЛМБ Мандат».
Маттіас є сином Харальдура Флосі Тріггвасона — власника «ЛКМ Мандат» і брата Раун, і Гуннільдур Сігрунар Хаукс, художниці. Ейнар — син Стефана Хаукура Йоханнессона, ісландського посла у Лондоні.
У гурті також працюють танцювальники Солбйорт Сигурдардоттір, Андреан Сігургейрсон і Аустрос Гудйоунсдоттір.

## Дискографія

### Міні-альбом
| Назва      | Деталі альбому                                                                        |
| ---------- | ------------------------------------------------------------------------------------- |
| Neysluvara | - Дата виходу: 31 жовтня 2017 - Лейбл: Svikamylla ehf. - Формат: Цифрове завантаження |

### Альбом
- 2020 — Neyslutrans

### Сингли
| «Ódýr»                                                      | 2017 | — | Neysluvara    |
| «X»                                                         | 2017 | — | Neysluvara    |
| «Spillingardans»                                            | 2018 | — | Поза альбомом |
| «Hatrið mun sigra»                                          | 2019 | 1 | Поза альбомом |
| «—» позначає сингл, який не ввійшов у чарти або не виходив. |      |   |               |

## Номінації та нагороди
| Рік  | Номінація              | Категорія              | Робота           | Результат | Дж.           |
| ---- | ---------------------- | ---------------------- | ---------------- | --------- | ------------- |
| 2017 | Grapevine Music Awards | Найкращий живий виступ | Hatari           | Перемога  | [ 7 ]         |
| 2018 | Grapevine Music Awards | Найкращий живий виступ | Hatari           | Перемога  | [ 8 ]         |
| 2018 | Iceland Music News     | Музичного відео        | «Spillingardans» | Перемога  | [ 9 ]         |
| 2018 | Icelandic Music Awards | Пісня року — Рок       | «Spillingardans» | Номінація | [ 10 ] [ 11 ] |
| 2018 | Icelandic Music Awards | Виконавець року        | Hatari           | Перемога  | [ 10 ] [ 11 ] |